# كلوديا رويدا
كلوديا رويدا (بالإسبانية: Claudia Rueda)‏ هي رسامة توضيحية وكاتبة للأطفال وكاتِبة ومؤلفة كولومبية، ولدت في القرن العشرين في بوغوتا في كولومبيا.